# Hamkever
De hamkever of blauwe rolkever (Korynetes caeruleus) is een keversoort uit de familie van de mierkevers (Cleridae). De wetenschappelijke naam van de soort werd in 1775 als Clerus caeruleus gepubliceerd door Charles De Geer.

## Veldkenmerken
De volwassen kever is 3,5 tot 6,5 millimeter lang, de kop, het halsschild en de dekschilden hebben een glanzende, staalblauwe kleur.
De soort moet niet worden verward met de roodpootkoprakever (Necrobia rufipes) uit dezelfde familie, ook een staalblauwe kever. Beide kevers hebben een betekenis in de forensische entomologie.

## Leefwijze
De larven leven in tunnels in hout dat is aangetast door de gewone houtwormkever (Anobium punctatum) of de grote houtwormkever (Xestobium rufovillosum). Ze voeden zich met de larven van deze houtbeschadigende insecten. De aanwezigheid van de hamkever duidt op een zware plaag van ongeacht welke van deze houtborende kevers. Volwassen vrouwtjes paren en leggen eieren in de buurt van of net binnen de uitgangen van de tunnels, en gaan dan dood.